# Carl Winterberg
Carl Winterberg (* 19. Januar 1812 in Korbach; † 15. April 1872 in Arolsen) war ein deutscher Politiker und waldeckischer Regierungschef.
Winterberg war ein Sohn des Pfarrers Christian Winterberg (1770–1832) und dessen Ehefrau Luise geborene Varnhagen. Er heiratete in Korbach Emma Rhode (1816–1884), Tochter des Obergerichtsrats August Rhode in Arolsen.
Er besuchte die Alte Landesschule Korbach und studierte dann ab 1828 Rechtswissenschaften an der Universität Göttingen. Von 1835 bis 1847 war er Advokat in Korbach. Von Juni 1847 bis September 1847 war er Prokurator am Hofgericht Korbach und dann Regierungssekretär in Arolsen. Als Liberaler wurde er nach der Märzrevolution ab August 1848 mit Vorträgen im Geheimen Kabinett betraut, im Oktober 1848 zum Regierungsassessor und am 6. Juni 1849 als Regierungsrat (was einem Staatsminister in größeren Staaten entspricht) in das Kabinett Wolrad Schumacher berufen. Er war in dieser Funktion für die Abteilungen des Fürstlichen Hauses, des Auswärtigen und der Justiz, Kirchen und Schulen zuständig.
Mit der beginnenden Reaktionsära wurde Wolrad Schumacher am 28. Februar 1851 entlassen und Winterberg rückte an die Spitze der Regierung des Doppelfürstentums auf. Bis zu seinem Eintritt in den Ruhestand am 3. April 1869 stand er der Regierung vor. Am 29. Juni wurde er von Regentin Emma zum Staatsrat und am 3. März 1853 von Fürst Georg zum Geheimen Rat und Regierungsrat ernannt.